# Adriana Primusová
Adriana Primusová, roz. Kořisková (* 22. srpna 1968, Boskovice), je historička umění, kurátorka a galerijní pracovnice. Byla provdaná za Zdenka Primuse.

## Život
Absolvovala gymnázium v Praze 8 (1982–1986). V letech 1986-1996 studovala historii a dějiny umění na Filozofické fakultě Univerzity Karlovy u profesora Otto Urbana a Petra Wittlicha. Obhájila diplomovou práci v oboru historie: Výtvarné umění v českém denním tisku v letech 1900–1905 (výtvarné umění jako politikum) Mgr., 1996.
V letech 1985–1995 působila jako externí spolupracovnice Národní galerie v Praze v lektorském oddělení sbírek 19. a 20. století, v období 1994–1996 externě spolupracovala s ÚDU AV ČR, v letech 1995–1998 se podílela na projektu Dokumentace českého umění po roce 1945 (Schweizerischer-Tschechischer Kunstfond, Pro Helvetia). V letech 1996–1999 a 2001–2005 byla odbornou pracovnicí oddělení moderního umění a oddělení dokumentace Ústavu dějin umění AV ČR a zabývala se českým moderním uměním po roce 1945. V letech 1998–2001 byla řešitelkou grantu The Art Group Máj 57 – Its Position in the Cultural Context of the 1950s and the 1960s. V roce 2004 získala grant na zpracování historie a kultury města Černošice.
V letech 2005–2008 pracovala na oddělení kultury Správy Pražského hradu jako kurátorka výstav, v období 2009–2011 jako externí spolupracovnice Úřadu vlády ČR v oblasti péče o umělecké sbírky a interiéry historických budov a jako kurátorka výstav. Od roku 2011 je kurátorkou Galerie Středočeského kraje v Kutné Hoře. Je autorkou hesel v Nové encyklopedii českého výtvarného umění (Academia, 1995).

## Kurátorka
- 2023 Stanislav Podhrázský a přátelé, GASK, Kutná Hora[2]